# Проклиан
Проклиан (лат. Proclianus) — римский политический деятель второй половины IV века.
Проклиан происходил из Македонии. Из одного письма ритора Либания следует, что около 365 года он занимал должность наместника провинции Евфратисия. В 366—367 годах Проклиан был префектом Египта.